# Andrea (The Walking Dead)
Andrea Harrison es un personaje ficticio de la serie de cómics de The Walking Dead y es interpretado por Laurie Holden en la serie de televisión estadounidense del mismo nombre, que se transmite por AMC en Estados Unidos. El personaje fue creado por el escritor Robert Kirkman y el artista Tony Moore, y debutó en la edición #2 en 2003. En las novelas gráficas, Andrea es una abogada que se encuentra entre un grupo de sobrevivientes estacionados cerca de Atlanta, Georgia. Tiene una hermana menor, Amy, y forma un estrecho vínculo amistoso con Dale Horvath (en los cómics son pareja sentimental). Al comienzo la personalidad de este personaje se desarrolla en una joven insegura y sin experiencia; a medida que la serie avanza, Andrea se vuelve una fuerte guerrera experta en el uso de armas blancas y manejo de pistolas.

## Historia

### En el Cómic
Al comenzar todo el brote de los muertos vivientes, ella y su hermana menor Amy fueron rescatadas por un anciano de nombre Dale, y los tres guardaron refugio en un campamento en las afueras de la ciudad de Atlanta,  allí permanecieron durante varios días junto a varios otros sobrevivientes. Luego de la muerte de su hermana a manos de los caminantes, Andrea entró en una aguda faceta depresiva y perdió todo deseo por vivir. Tras decidir suicidarse en una explosión para acabar con su sufrimiento, la mujer fue rescatada por Dale en contra de su voluntad y esto produjo que la amistad entre los dos se resquebrajara considerablemente. Tras la muerte de su hermana menor Andrea comienza una relación sentimental con Dale la noche que pasaron en Wilshire Estates. 
Luego de la muerte de Donna, Andrea habla con Allen para que este se mejore anímicamente y piense en sus hijos, pero Allen insulta a Andrea. Después de que Hershel echó al grupo de sobrevivientes de la granja, Andrea junto a Dale encuentran una prisión llena de caminantes y creen que será un lugar perfecto para protegerse de los peligros del exterior una vez que aniquilan varios caminantes para asegurar su estancia en la prisión. Así Andrea ayuda a Rick y a Tyreese a limpiar la prisión de los caminantes que estaban alojados, ya que se ha convertido en una excelente francotiradora. Durante su estancia en la prisión Andrea se siente que tiene la responsabilidad de ser costurera y comienza en hacerle trajes nuevos al grupo, también Andrea es acosada por Thomas un reo de la prisión quien fallidamente intento decapitar a Andrea, aun así logró Andrea hacerle un corte profundo desde la manzana hasta la oreja. Antes de que Allen muriera, este le pide a Andrea y a Dale se hagan cargo de sus hijos. También parece que Andrea es aficionada al basketball. 
Luego de que Dale pierde la pierna a manos de una mordedura de un caminante, Andrea junto a Tyreese consiguen armar una pata de palo para este. En el ataque de Woodbury a la prisión Andrea logra matar a varios de los soldados del Gobernador desde una de las torres de la prisión, aun así recibe un disparo que le hace un gran surco en su cuero cabelludo. Luego de lidiar con El Gobernador, Andrea se recupera y escapa junto Dale, los gemelos (Ben y Billy), Glenn, Maggie y la pequeña Sophia, hacia la granja Grenne. Aun así vuelve para ayudar al grupo que permanecía en la prisión, matando a varios de los sirvientes del Gobernador. Antes de partir a la granja, Andrea ve como Ben asesina de un cuchillazo a su hermano Billy, y como esa misma noche Ben aparece muerto sin nunca saber que Carl fue quien le disparó. Luego de llegar a la iglesia de el padre Gabriel Stokes sufre aún más por ver que luego de la desaparición repentina de Dale, este aparece canibalizado sin su otra pierna y con una mordida de un caminante en el hombro, en venganza Andrea y el grupo acaban con los Cazadores Caníbales. Luego del deceso de Dale, ella le confiesa que al principio su relación con Dale era solo porque él le daba refugio y contención, pero más tarde terminó enamorándose realmente. 
En Alexandria es cortejada por Spencer aunque ella lo rechaza al no haber podido superar todavía la muerte de su amado Dale. Más adelante, se encuentra con un Rick solo y triste y tiene un romance con él, donde puede verse que Andrea siempre se sintió atraída por Rick, pero este la rechaza más adelante, volviendo a ser los amigos de siempre. Pero luego de los sucesos, Rick se da cuenta del salvajismo en el que están sumidos y decide dar un paso para recuperar lo que queda de sus antiguas vidas, iniciando finalmente una relación romántica con Andrea. Dos años después de la caída de Negan, Andrea contrajo matrimonio con Rick y durante la guerra contra Los Susurradores Andrea trata de salvarle la vida a Eugene y es mordida en el cuello por un caminante. Andrea finalmente sucumbe a la infección, mientras que la comunidad de Alexandria (incluyendo Negan) se despiden tristemente de ella y más tarde un devastado Rick le apuñala en la cabeza, poniendo fin a su sufrimiento.

### Adaptación de TV

#### Primera Temporada (2010)
En la serie de televisión, Andrea es 12 años mayor que su hermana Amy. Aparece por primera vez en el episodio "Guts", en el que ella y un grupo de sobrevivientes quedan atrapados en un edificio comercial, en búsqueda de provisiones. En el grupo estaban Glenn, T-Dog, Merle (A quien posteriormente abandonan) Morales, Jacqui y el recién llegado Rick Grimes. Cuando el grupo se refugia en un campamento, donde Andrea se reúne con su hermana menor Amy. Posteriormente el campo es invadido por una manada de caminantes y Amy es mordida mortalmente. Poco después Andrea sostiene a su hermana muerta durante horas hasta que se reanima, y luego le dispara en la cabeza para finalizar con su miseria. Durante el final de temporada "TS-19", el grupo se refugia en el Centro de Control de Enfermedades (CDC), durante un corto periodo. Al finalizar la batería en el (CDC) se avisó un inminente estallido. Sin embargo Andrea deprimida decide quedarse y morir durante la explosión. Dale intenta convencerla para que vaya con el grupo y decide quedarse con ella cuando ella se niega. No dispuesto a ser responsable de su muerte, Andrea cambia de opinión, y los dos escapan momentos antes de estallar el lugar.

#### Segunda Temporada (2011—12)
En el estreno de la segunda temporada "What Lies Ahead", Andrea está enojada con Dale por negarle la opción de morir, esto se intensifica cuando él está de acuerdo con Rick y Shane Walsh deciden entrenar al resto del grupo que no sabía manejar armas. Más tarde se acerca a Shane y pide que irse cuando este quería abandonar el grupo. Cuando Sophia Peletier desaparece, Andrea junto con Rick y el grupo comienzan una búsqueda de la desaparecida niña. Más adelante el grupo más tarde establece un campamento en la granja de Hershel. Sin embargo, mientras Andrea estaba de guardia, Andrea confunde a Daryl con un caminante y casi lo mata. Cuando Shane le ayuda a mejorar sus habilidades en el tiro, los dos forman un estrecho vínculo y empiezan a tener relaciones sexuales en un coche durante el camino de regreso de una misión de exploración exitosa. A mediados de final de temporada de "Pretty Much Dead Already", Después de que Andrea mantuvo relaciones sexuales con Shane, Dale le expresa su desconfianza hacia Shane, a lo que Andrea insiste en que él ha hecho más que Rick por el grupo. Shane abre el granero donde Hershel mantenía varios caminantes, y Andrea ayuda a Shane a acabar con los caminantes a medida que salen de uno en uno. Uno de ellos resultó ser Sophia la hija de Carol dejando totalmente asombrado al grupo y en especial Carol quedó totalmente destrozada.
En el estreno de mitad de temporada "Nebraska", Dale discute con Andrea y T-Dog acerca del comportamiento tan perturbado de Shane. Sin embargo después del acontecimiento en el granero, Andrea consuela a la hija de Hershel, Maggie. Mientras Andrea vigilaba los alrededores de la granja desde el techo de la autocaravana Lori se acercó a ella con la noticia de que Beth estaba contemplando la idea de suicidarse y entonces las dos se dirigieron a la casa y escucharon desde la cocina la pelea que tenía lugar entre Maggie y su hermana, esto provocó que Lori se enfrentara a Andrea sobre sus contribuciones al grupo, y sugiere que es mejor entrenar y aprender a disparar en lugar de cocinar y lavar la ropa. Surge un nuevo conflicto cuando Andrea deja sola a Beth Greene, provocando un intento de suicidio por parte de la hija menor de Hershel y le da la oportunidad de morir si ella desea, Andrea deja sola a Beth sin tener en cuenta que ella en realidad no quería morir, afortunadamente Andrea se tranquiliza cuando se entera de que el corte de muñeca que se hizo Beth fue una herida superficial, acto seguido en el que Maggie la hermana mayor de Beth expulsa a Andrea de la casa.
Cuando Dale intenta ganar apoyo para detener la ejecución de la recién llegada de Randall, Andrea junto con Shane, Daryl y Carl se muestran reacios y fríos, poco después Andrea finalmente admite que deberían buscar una solución diferente para mantener al grupo seguro.
Cuando Rick fue incapaz de ejecutar a Randall, una emocionada Andrea salió en busca de Dale para darle la noticia pero grande fue su sorpresa cuando escuchó los gritos horrorizados del hombre clamando por ayuda, un caminante ataca a Dale y lo desgarra en el vientre provocando que se salgan sus entrañas, Andrea acude a ayudarlo pero todo resultó en vano ya que ella al verlo llora sobre el cuerpo de Dale mientras él sucumbe a la herida fatal, y Daryl le disparó en la cabeza como una muerte misericordiosa para evitar su zombificación.
En el final de temporada "Beside the Dying Fire", una horda invasiva de caminantes logran penetrar la granja y Andrea se separa del grupo, debido a esto el grupo creyó que ella estaba muerta. Ella corre por el bosque hasta la mañana, y se enfrenta a varios caminantes a punta de arma blanca y cuerpo a cuerpo. Cuando un caminante estaba a punto de atacarla y de devorarla, ella es salvada por Michonne.

#### Tercera Temporada (2012—13)
En el estreno de la tercera temporada "Seed", de seis a siete meses después de que el grupo abandonara la granja, Andrea y Michonne han desarrollado un estrecho vínculo, las dos de ellas se cuidaban entre sí a lo largo de la temporada de invierno, Andrea ha desarrollado una enfermedad con síntomas similares a la gripe severa y se está muriendo lentamente, ella le pide a Michonne moverse a otro lugar, cambiando de lugar en lugar durante días. Han transcurrido 2 días y ambas presencian un accidente de helicóptero, ambas son secuestradas por un grupo liderado por Merle Dixon de un pueblo cercano llamado Woodbury, dirigido por El Gobernador. Cuando Michonne ya quería retirarse de la comunidad, Andrea se resiste ante Michonne en dejar Woodbury, y Andrea le dice a Merle sobre la granja de Hershel. Sin embargo El Gobernador y Andrea comienzan a desarrollar una relación amistosa mientras ella se acomoda en la ciudad; sin embargo su amistad con Michonne se fue debilitando, por lo que en última instancia ella decide abandonar e irse. Con el poco tiempo de interactuar ambos, Andrea se convierte en una persona de mutua confianza ante El Gobernador y comienzan una relación sexual.
Cuando Milton hace un experimento de la memoria de un hombre que muere, Andrea ayuda a Milton y el hombre después de su muerte se convierte en un caminante pero al ver que su experimento es un fracaso, Andrea le incrusta un cuchillo en la sien al reanimado hombre.
En el final de mitad de temporada "Made to Suffer", Andrea interrumpe a Michonne. Ella estaba a punto de matar al Gobernador, Andrea quien tenía a Michonne a punta de pistola y la obliga a huir. Al final del episodio, Andrea ve con horror como las fuerzas del Gobernador obligan a pelear a los hermanos Dixon.
En el estreno de mitad de temporada de "The King Suicide", la lucha de los hermanos Dixon se interrumpe a cabo cuando los miembros del grupo de Rick atacan Woodbury para rescatar a Daryl. Andrea se da cuenta de que El Gobernador había mantenido en secreto el conocimiento de la presencia de sus amigos en la ciudad mientras se que este duerme con ella. Ella le pide al Gobernador calmar la gente del pueblo, y cuando él se niega en vez da un discurso inspirador sobre la reconstrucción. Después de los acontecimientos del asalto a Woodbury ocasionado por el grupo de Rick para rescatar a Glenn y Maggie, la comunidad quedó totalmente en pavor y al siguiente día Andrea da un discurso al pueblo. Después de terminar su discurso el Gobernador felicita a Andrea, pero en secreto le dice a Milton que la tenga bajo control.
Andrea le pide al Gobernador que este negocie pacíficamente con el grupo de Rick, pero él se niega; en lugar de eso le dice a Milton que la ayude a escapar y encontrar la prisión. Ella es bienvenida dentro de la prisión por Rick y su grupo, pero cuando Rick le pide que lo ayude a colarse dentro de Woodbury para un ataque sorpresa ella se niega. Carol sugiere que ella asesine al Gobernador, mientras ambos tengan relaciones sexuales y este se encuentre dormido. Esa noche, después de regresar a Woodbury, Andrea se levanta desnuda sobre el Gobernador quien se encontraba dormido, con un cuchillo dispuesta a asesinarlo, pero no se atreve a matarlo.
Cuando Rick y el Gobernador se reúnen para discutir los términos, Andrea intenta unirse a la discusión ambos deciden apartarla. Andrea al conocer la personalidad psicótica del Gobernador decide dejar definitivamente Woodbury y volver con el grupo de Rick, es perseguida y posteriormente secuestrada por El Gobernador, que la encierra en una cámara de tortura.
En el final de temporada "Welcome to the Tombs", El Gobernador ordena a Milton matar a Andrea, pero este se niega debido a que ya se cansó de su perturbada manera de ser, pero El Gobernador le obliga a cambio de no matarlo, cuando Milton intenta atacarlo, El Gobernador lo agarra sorpresivamente y lo apuñala dejándolo fatalmente herido y así este muere desangrado para volver como un caminante, entonces El Gobernador bloquea las puertas de la habitación para que un Milton zombificado pueda matar a Andrea. Andrea se las arregla para soltarse de sus esposas utilizando las pinzas que Milton botó y poco después el reanimado Milton la ataca. Andrea es encontrada más tarde por Daryl, Rick, Michonne, Tyreese y Sasha, donde revela que fue mordida por Milton. Andrea se despide del grupo y le pone fin a su vida.

#### Décima Temporada (2020)
Durante su estancia en la Isla Bloodsworth, Michonne alucina sobre lo que hubiese pasado si ignoraba los gritos de Andrea.

#### Undécima Temporada (2021)
Andrea aparece en el último episodio de la serie mediante flashbacks. Además, Laurie Holden participó prestando su voz junto a otros miembros del reparto repitiendo la icónica frase Somos los que vivimos.

## Desarrollo

### Casting
Andrea es interpretado por Laurie Holden (The X-Files, The Shield, Silent Hill), quien fue elegida como parte de la serie en 2010. Antes del show, Holden había estado en dos de las películas de Frank Darabont, The Majestic (2001) y The Mist (2007). En esta última protagonizó junto a otros tres miembros del elenco de The Walking Dead: (Melissa McBride, Juan Gabriel Pareja y Jeffrey DeMunn). Poco después de ser transmitida la serie televisiva, Holden leyó los cómics para analizar y obtener una definitiva comprensión del personaje de Andrea. Ella reconoció que disfrutó el tener un papel mucho más físico que en algunos de sus otros proyectos anteriores, así como su entusiasmo hacia tener un personaje convertido gradualmente en una guerrera como en los cómics.

### Caracterización
Andrea, como aparece en la serie de cómics, es descrito por The Hollywood Reporter's James Hibberd "como un miembro clave del grupo sobreviviente que tiene una gran habilidad de francotiradora y se enamora de un hombre que le doblaba la edad." En la serie de televisión, ella intenta suicidarse al final de la (primera temporada). El creador Robert Kirkman explicó que su consiguiente deseo de que Dale tenga una relación como de padre a hija con ella, a diferencia de su homólogo del cómic, "la francotiradora sin miedo". En la televisión, los cambios de actitud de Andrea proceden a la muerte de Dale. Holden reveló que le gustaba más su interpretación del personaje y para el resto de la segunda temporada, antes de cada escena que filmó, pensó "Andrea, debe honrar a Dale". Explicó que "cada movimiento que hace Andrea se trata de honrar a Dale, y eso significa ser una líder que tiene una brújula moral fuerte, compasiva y realmente dando su mano más de lo que ella haría antes".

### Relación del Personaje

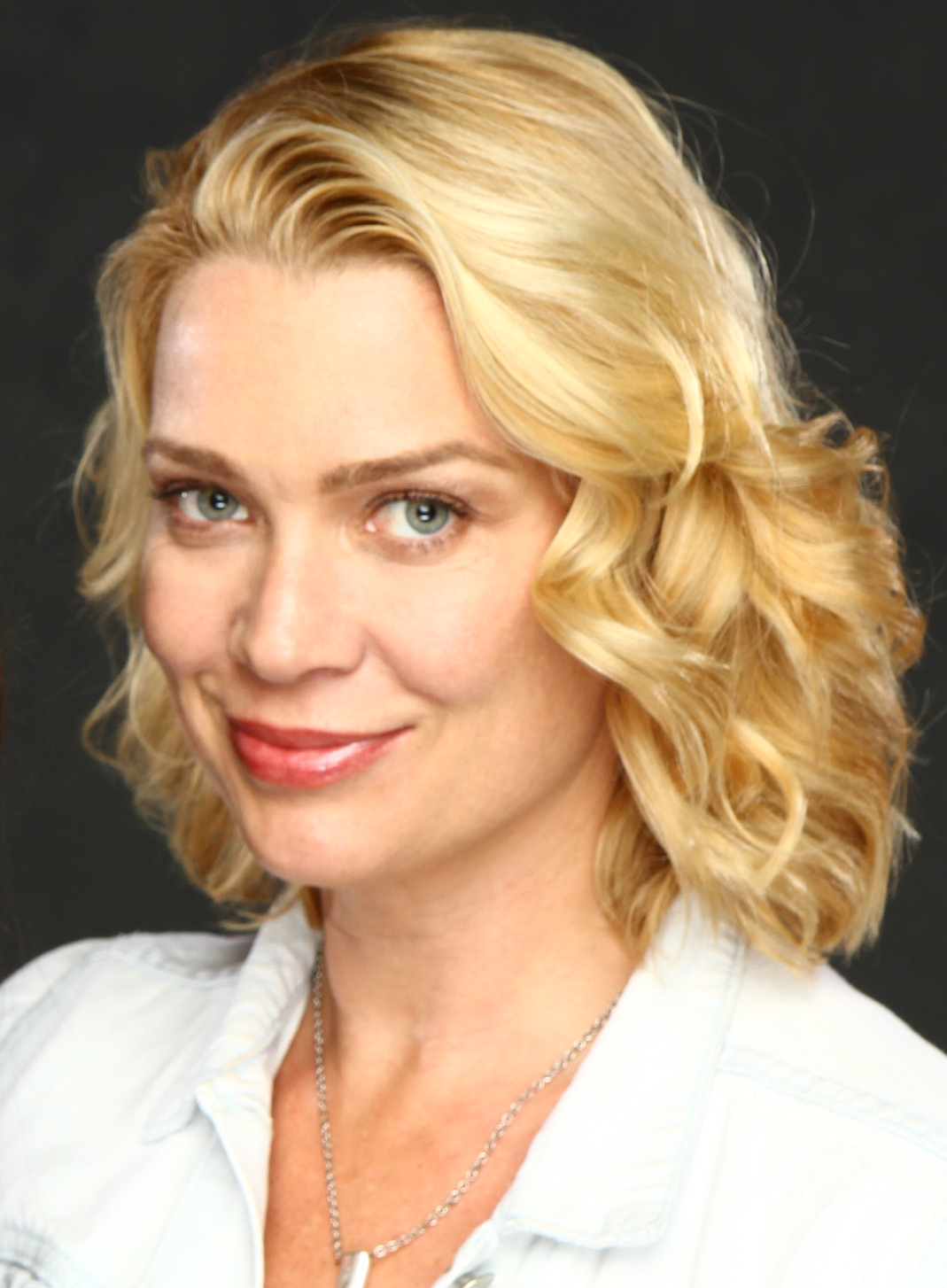
Laurie Holden ha recibido críticas favorables por los medios televisivos

En la serie de cómics, Andrea tiene una relación física con Dale. Holden se sorprendió al descubrir esto mientras investigaba su papel, pero en marzo de 2011, declaró su intención de "honrar así la relación". Sin embargo, Mazzara y Kirkman decidieron no incorporar la relación sentimental en la serie de televisión, y Dale muere mucho antes en la serie de televisión de lo que era en los cómics, Holden estaba consternada por su partida;. Ella comentó que "el amor de Dale y Andrea era dinámico... sentía como ellos tenían mucho más una historia para explorar juntos ". Pero Kirkman, le afectó la muerte de Dale dudando si valía la pena sacrificar su relación. Él expresó su aprobación de las diferencias entre la serie y su material de origen, y los espectadores asesorados interesados en la historia de la relación según los cómics.
También en los cómics, Andrea y Rick finalmente se convierten en pareja dentro de su tiempo en la comunidad de la zona de seguridad de Alejandría. Su relación, es genuina y afectuosa, se muestra a menudo siendo tensa, como Rick lucha por superar la muerte de Lori y Jessie. Sin embargo Andrea se encuentra a sí misma constantemente un desacuerdo con algunas de las decisiones de Rick en asuntos que amenazan la vida.
Aunque Shane muere en los cómics antes de que el grupo llega a la granja, él permanece vivo más tiempo en la serie de televisión. Esto dio lugar a alteraciones en la trama subsiguiente, incluida la creación de una relación entre Andrea y Shane. En la tercera temporada, Andrea comienza a coquetear con el Gobernador, el líder de un pueblo en el que ella y Michonne esta hospedadas, antes de que ella entrase en una relación romántica /sexual.

## Recepción
En 2011, Holden recibió una nominación al Premio Saturn a la mejor actriz de reparto en televisión por su interpretación de Andrea. También fue nominada para un Premio mejor Actriz para Scream. La Entertainment Weekly incluyó a Andrea en su lista de "21 Most Annoying TV Characters Ever". En el 2013, fue nominada para un Premio Saturn a la Mejor Actriz de Reparto por su trabajo en The Walking Dead y ganó.
Por tanto, Andrea ha recibido críticas mixtas que a lo largo del tiempo han pasado a tornarse positivas.